# واتسلاو یکم بوهم
واتسلاو یکم (چکی: Václav I. Přemyslid; حدود ۱۲۰۵ – ۲۳ سپتامبر ۱۲۵۳) ملقب به یک‌چشم، از ۱۲۳۰ تا ۱۲۵۳ میلادی شاه بوهم بود.
واتسلاو پسر اوتاکار یکم بوهم و کنستانس مجارستانی بود.

## ازدواج و فرزندان
واتسلاو با کونیگونده از اشتاوفر دختر سوم فیلیپ سوابی (شاه آلمان) ازدواج کرد. او شمار زیادی از آلمانی‌ها را تشویق به سکونت در روستاها و شهرهای بوهم و موراویا کرد و در پراگ، ساختمان‌های سنگی جایگزین ساختمان‌های چوبی شدند که نشانهٔ تأثیر ساکنان جدید بود.
پنج فرزند برای واتسلاو و کونیگونده شناخته شده‌اند:
- Vladislaus, Margrave of Moravia (حدود ۱۲۲۸ – ۳ ژانویهٔ ۱۲۴۷)[۲]
- پرمیسل اوتاکار دوم (حدود ۱۲۳۰ – ۲۶ اوت ۱۲۷۸)[۳]
- بئاتریس شاهدخت بوهمیا (حدود ۱۲۳۱ – ۲۷ مهٔ ۱۲۹۰) با Otto III, Margrave of Brandenburg ازدواج کرد.[۴]
- Agnes of Bohemia (درگذشت ۱۰ اوت ۱۲۶۸) با Henry III, Margrave of Meissen ازدواج کرد.
- دختری بدون نام که در جوانی درگذشت.

## آغاز حکومت
در ۶ فوریهٔ ۱۲۲۸، واتسلاو به عنوان حاکم مشترک پادشاهی بوهم با پدرش، تاجگذاری کرد. در ۱۵ دسامبر ۱۲۳۰ اوتاکار مرد و واتسلاو جانشین او و شاه بوهم شد.
او در سال‌های آغازین حکومت خود گرفتار تهدید فریدریش دوم (دوک اتریش) بود. توسعه‌طلبی فریدریش باعث نگرانی و اعتراض چند حاکم دیگر شد. در سال ۱۲۳۶، فریدریش دوم (امپراتور مقدس روم) درگیر جنگ با اتحادیهٔ لومبارد بود. امپراتور از واتسلاو و سایر حاکمان امپراتوری درخواست کرد که بخشی از نیروهای خود را به او قرض دهند. واتسلاو رهبر گروهی از شاهزادگان بود که بی‌میلی خود به فرستادن نیروهایشان را به دلیل ترس از هجوم دوک‌نشین اتریش بیان کرده‌بودند. آنان خواستار دخالت امپراتوری در قضیه شدند.
امپراتور در ژوئن ۱۲۳۶ تحریم حکومتی بر دوک اتریش تحمیل کرد. اعزام نیروهای امپراتوری بر ضد دوک او را وادار کرد که از وین به سوی وینر نویشتات مهاجرت کند. امپراتور، اکبرت را که پیشتر اسقف بامبرگ بود، به فرمانداری دو دوک‌نشین اتریش و اشتایرمارک (که تحت حکومت فریدریش دوم بود) منصوب کرد. اکبرت از فوریه تا ۵ ژوئن ۱۲۳۷ که درگذشت، فرماندار بود. واتسلاو که از توسعهٔ قدرت مستقیم امپراتور تا نزدیکی مرزهای خود ناراضی بود، پیمان اتحادی با دوک فریدریش بر ضد امپراتور بست. امپراتور تصمیم گرفت به جای بازکردن یک جبههٔ تازه، تحریم را بردارد. واتسلاو اقدام به مذاکره برای گسترش بوهم به سوی شمال تا رود دانوب کرد. این اقدام با ضمیمه کردن سرزمین‌های تقدیم شده توسط فریدریش برای تشکیل و حفظ اتحاد آن‌ها انجام شد.
واتسلاو و فریدریش با اوتوی دوم (دوک بایرن) نیز متحد شدند. در ژوئن ۱۲۳۹ واتسلاو و اوتو از رایشتاگ در اگر خارج شدند و خدمت به امپراتور تکفیر شده را رها کردند. با وجود قصد آن‌ها برای انتخاب یک ضد شاه، این انتخاب تا ۱۲۴۶ انجام نشد. در ۱۲۴۶ هاینریش راسپه (دوک تورینگن) در مخالفت با امپراتور فریدریش دوم و کنراد چهارم به عنوان شاه آلمان انتخاب شد.

## هجوم مغولان

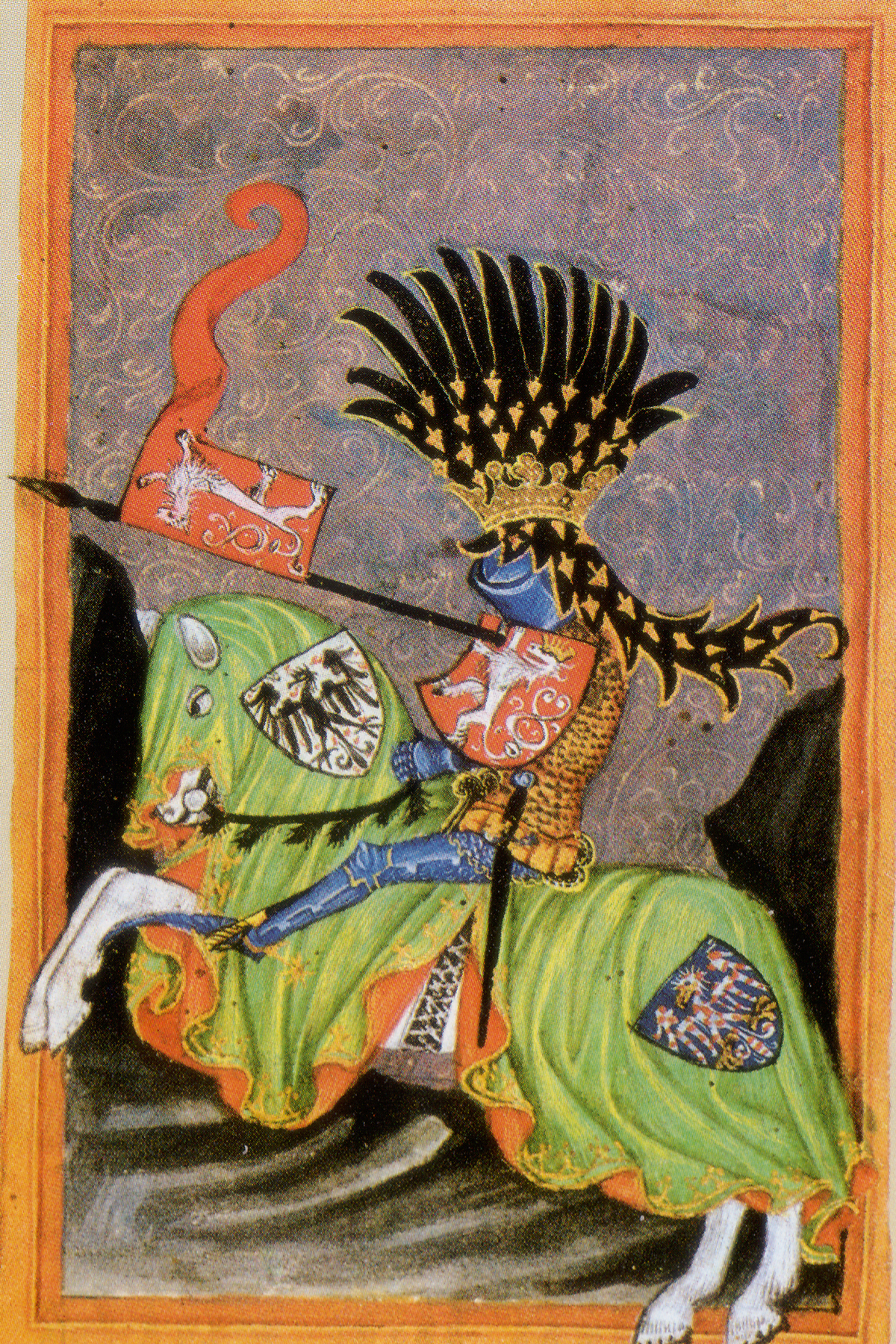
تصویر واتسلاو در قانون‌نامهٔ گلن‌هاوزن (اوایل سدهٔ ۱۵ میلادی)

واتسلاو در ۱۲۴۱ میلادی حملهٔ نیروهای مغول به بوهم تحت رهبری باتوخان و سبتای را که بخشی از هجوم مغولان به اروپا بود، با موفقیت دفع کرد. مغولان ارتش اصلی خود را به لهستان، سیلزی و بوهم نفرستادند و تنها موراویا از حملات آن‌ها آسیب دید. حمله به این چهار منطقه به رهبری بایدار، قادان و اردا خان با حدود ۲۰٬۰۰۰ سرباز انجام شد. پس از پیروزی مغولان در نبرد لگنیتسا واتسلاو برای جمع‌آوری نیروی تقویتی از تورینگن و ساکسونی عقب‌نشینی کرد، ولی جلوداران مغول در کووتسکو راه او را بستند. البته سواران بوهم به‌سادگی توانستند مغولان را دفع کنند. از آن‌جایی که به بایدار و قادان دستور داده شده‌بود حملهٔ ایذایی انجام دهند، آنان از بوهم و لهستان بازگشتند و به سوی جنوب حرکت کردند تا برای حمله به مجارها در نبرد موهی به باتو و سوبوتای بپیوندند.
در سال ۱۲۴۲، هنگامی که سوبوتای خبر مرگ اوگتای‌خان در سال گذشته را شنید، ارتش مغول به سوی شرق، عقب نشست. سه شاهزاده در فرمان سوبوتای بودند و چنگیزخان دستور داده بود همهٔ فرزندان خاقان در قورولتای برای انتخاب خاقان جدید که در قره‌قروم پایتخت مغولان برگزار می‌شد، حضور یابند. مردم لهستان که از دلیل عقب‌نشینی ناگهانی مغولان ناآگاه بودند، چنین پنداشتند که آنان در نبرد شکست خورده‌اند.

## تلاش برای دوک‌نشین اتریش
فریدریش دوم (دوک اتریش) در ۱۵ ژوئن ۱۲۴۶ در نبرد رود لیتا در برابر بلای چهارم کشته شد. مرگ او به حکومت خاندان بابنبرگ در اتریش پایان داد. موضوع جانشینی او منجر به سال‌ها نزاع در میان وارثانش شد. سیاست خارجی واتسلاو بر افزودن اتریش به خاندان پرمیسل بود. از سوی دیگر، امپراتور فریدریش دوم دوباره برای آوردن اتریش زیر پرچم امپراتوری اقدام کرد. هرچند اوتو فون ابرشتاین (فرماندار امپراتوری) باید با شورش اتریشی‌ها مقابله می‌کرد که از کسب منافع فوری از ضمیمه شدن دوک‌نشین جلوگیری کرد.
بر پایهٔ سندی که در ۱۷ سپتامبر ۱۱۵۶ صادر شده و اتریش را به دوک‌نشین ارتقا داده‌بود، به زنان دودمان بابنبرگ اجازه داده شد که بر تخت بنشینند. گرترود برادرزادهٔ فریدریش دوم اتریش می‌توانست ادعای دوکی اتریش برای خود کند. واتسلاو، او را به همسری ولادیسلاو سوم (بزرگترین پسرش) درآورد. در ۳ ژانویهٔ ۱۲۴۷ ولادیسلاو به‌طور ناگهانی درگذشت و نقشهٔ واتسلاو منتفی شد. گرترود به ادعای خود ادامه داد و با هرمان چهارم (مارگراف بادن) ازدواج کرد.

## شورش
در ۱۲۴۸ نجبای بوهم به رهبری اوتاکار دوم (پسر واتسلاو) بر ضد او شورش کردند. اشراف ناراضی، اوتاکار را ترغیب کردند که شورش را رهبری کند. واتسلاو شورشیان را شکست داد و پسرش را زندانی کرد. اوتاکار دوم از ۳۱ ژوئیهٔ ۱۲۴۸ تا نوامبر ۱۲۴۹ عنوان شاه بوهم را داشت.
تا پایان سال ۱۲۵۰، امپراتور و هرمان چهارم درگذشتند. هرمان هیچ‌گاه توسط اشراف اتریش پذیرفته نشده‌بود. گرترود و پسرش فریدریش یکم ادعای خود را پی گرفتند. واتسلاو به اتریش حمله کرد و آن را در ۱۲۵۱ تصرف کرد. سپس اوتاکار دوم را آزاد کرد و او را مارگراف موراویا نامید. هم‌چنین او را دوک اتریش خواند که توسط اشراف، تحسین شد. واتسلاو، مارگارت (خواهر فریدریش دوم) را که دیگر بانوی بابنبرگی مدعی دوک‌نشینی بود، برای اوتاکار نامزد کرد. آن‌ها در ۱۱ فوریهٔ ۱۲۵۲ ازدواج کردند.
واتسلاو نتوانست مدت زیادی از پیروزی خود لذت ببرد و در ۲۳ سپتامبر ۱۲۵۳ مرد. اوتاکار دوم جانشین او شد.

## شهرهای بنیان‌گذاری شده توسط واتسلاو
- ییهلاوا، ۱۲۳۳
- برنو، ۱۲۳۸
- اولوموتس، حدود ۱۲۴۰
- Old Town, Prague, حدود ۱۲۴۰
- Stříbro, حدود ۱۲۴۰
- لوکت، حدود ۱۲۵۰
- Žatec, حدود ۱۲۵۰
- خپ، حدود ۱۲۵۰
- پرژرو، ۱۲۵۲